# Acacia ensifolia
Acacia ensifolia är en ärtväxtart som beskrevs av Leslie Pedley. Acacia ensifolia ingår i släktet akacior, och familjen ärtväxter. Inga underarter finns listade i Catalogue of Life.